# Isle of Man TT 1986
De TT van Man 1986 werd verreden van 31 mei tot 6 juni 1986 op de Snaefell Mountain Course op het eiland Man. Door de Interval-start reed men eigenlijk een tijdrace.

## Algemeen
Opnieuw vond er een verandering plaats in de klassen-indeling van de Production TT. Waren er in 1985 nog drie klassen (Production 100-250 cc TT, Production 251-750 cc TT en Production 751-1500 cc TT), nu waren er vier:
- De Production Class A TT: tweetaktmotoren van 501- tot 750 cc en viertaktmotoren van 751- tot 1.300 cc.
- De Production Class B TT: tweetaktmotoren van 401- tot 500 cc en viertaktmotoren van 601- tot 750 cc.
- De Production Class C TT: tweetaktmotoren van 251- tot 400 cc en viertaktmotoren van 401- tot 600 cc.
- De Production Class D TT: tweetaktmotoren tot 250 cc en viertaktmotoren tot 400 cc.

Deze TT eiste vier mensenlevens. Al tijdens de trainingen verongelukten Ian Ogden en Alan Jervis. Andy Cooper verongelukte tijdens de Senior TT bij Ballig. Gene McDonnell werd het slachtoffer van een zeer bizar ongeluk. Na een val van Brian Reid bij Ballaugh Bridge werd Reid, die een sleutelbeen had gebroken, opgehaald door een helikopter die naast de baan landde. Een pony schrok van de helikopter en sprong over een aantal afrasteringen de weg op. McDonnell kon het dier niet meer ontwijken en rijder en pony werden op slag gedood. McDonnell's machine schoof brandend een lokale garage in en raakte enkele auto's. 

## Hoofdraces

### Formula One TT
Maandag 2 juni, vier ronden (243 km), tweetaktmotoren van 350- tot 500 cc, viertaktmotoren van 600- tot 1.000 cc.
Joey Dunlop leidde de race van start tot finish en won voor de vierde keer op rij met zijn Honda RVF 750-fabrieksracer. Hij hield bijna een minuut over op tweede man Geoff Johnson, die ook een speciale Honda had gekregen, maar dat was een Honda VFR 750, die dichter bij de normale productiemodellen stond. 

#### Uitslag Formula One TT
| Pos | Coureur          | Merk                      | Tijd      | Snelheid   |
| --- | ---------------- | ------------------------- | --------- | ---------- |
| 1   | Joey Dunlop      | Rothmans-Honda            | 1:20"09'4 | 112,96 mph |
| 2   | Geoff Johnson    | Honda                     | 1:21"06'8 | 111,63 mph |
| 3   | Andy McGladdery  | Growler-Suzuki            | 1:21"36'8 | 110,95 mph |
| 4   | John Weeden      | Suzuki                    | 1:21"56'0 | 110,51 mph |
| 5   | Phil Mellor      | Suzuki                    | 1:22"12'8 | 110,14 mph |
| 6   | Trevor Nation    | Suzuki                    | 1:22"32'6 | 109,70 mph |
| 7   | Graeme McGregor  | Suzuki                    | 1:22"45'6 | 109,41 mph |
| 8   | Gary Padgett     | Padgett's-Suzuki          | 1:23"13'6 | 108,80 mph |
| 9   | Glenn Williams   | Suzuki                    | 1:23"28'2 | 108,48 mph |
| 10  | Klaus Klein      | HG-Suzuki                 | 1:23"92'2 | 108,46 mph |
| 11  | Neil Robinson    | Suzuki                    | 1:23"34'2 | 108,35 mph |
| 12  | Anders Andersson | Suzuki                    | 1:23"36'6 | 108,30 mph |
| 13  | Steve Parrish    | Yamaha                    | 1:23"40'2 | 108,22 mph |
| 14  | Roger Hurst      | Yamaha                    | 1:23"53'4 | 107,94 mph |
| 15  | Alan Jackson jr. | Suzuki                    | 1:24"03'4 | 107,72 mph |
| 16  | Chris Martin     | Skoal Bandit-Heron-Suzuki | 1:24"06'6 | 107,65 mph |
| 17  | Steve Cull       | Yamaha                    | 1:24"08'2 | 107,62 mph |
| 18  | Steve Henshaw    | Tillstons-Suzuki          | 1:24"10'0 | 107,58 mph |
| 19  | Helmut Dähne     | Suzuki                    | 1:24"20'6 | 107,36 mph |
| 20  | Des Barry        | Yamaha                    | 1:24"30'2 | 107,15 mph |
| 22  | Roger Burnett    | Rothmans-HRC-Honda        | 1:24"40'8 | 106,93 mph |
| 31  | Nick Jefferies   | Suzuki                    | 1:25"56'4 | 105,36 mph |
| 34  | Ray Swann        | Harris-Suzuki             | 1:26"05'2 | 105,18 mph |
| 35  | Steve Hislop     | Yamaha                    | 1:26"08'4 | 105,12 mph |
| 39  | Andy Cooper      | Suzuki                    | 1:26"30'8 | 104,66 mpg |
| 41  | Iain Duffus      | Yamaha                    | 1:26"50'0 | 104,28 mph |
| 42  | Peter Rubatto    | Hein Gericke-Suzuki       | 1:26"50'8 | 104,26 mph |
| 44  | Mario Rubatto    | Suzuki                    | 1:26"51'6 | 104,25 mph |
| 58  | Ray Knight       | Suzuki                    | 1:29"39'8 | 100,99 mph |

#### Niet gefinisht
| Coureur         | Merk     | Oorzaak |
| --------------- | -------- | ------- |
| Manfred Stengl  | Suzuki   |         |
| Roger Marshall  | Honda    |         |
| Tony Head       | Honda    |         |
| Davide Tardozzi | Cagiva   |         |
| Bill Smith      | Honda    |         |
| Brian Reid      | Onbekend |         |

### Sidecar TT Race A
Maandag 2 juni, drie ronden (182 km)
De eerste zijspanrace werd gewonnen door een 48-jarige grootvader uit Ulster, Lowry Burton. Hij werd wel geholpen doordat in de eerste ronde Mick Boddice en het echtpaar Dennis en Julia Bingham al uitvielen, terwijl de toenmalige leider in de race Dick Greasley in de tweede ronde uitviel. Burton en bakkenist Pat Cushnahan waren het eerste team uit Noord-Ierland dat een race in de Sidecar TT won. Twee jaar hierna won Burton nog een keer, en daardoor werd hij officieel de oudste coureur die een TT-race won.

#### Uitslag Sidecar TT Race A
| Pos | Coureur          | Bakkenist         | Merk               | Tijd      | Snelheid   |
| --- | ---------------- | ----------------- | ------------------ | --------- | ---------- |
| 1   | Lowry Burton     | Pat Cushnahan     | Ironside-Yamaha    | 1:04"58'2 | 104,53 mph |
| 2   | Warwick Newman   | Eddie Yarker      | Ireson-Yamaha      | 1:05"50'8 | 103,13 mph |
| 3   | Michael Burcombe | Steve Parker      | Ireson-Yamaha      | 1:07"48'2 | 100,16 mph |
| 4   | Dave Hallam      | John Gibbard      | Windle-Yamaha      | 1:08"09'6 | 99,63 mph  |
| 5   | Geoff Rushbrook  | Geoff Leitch      | Ireson-Yamaha      | 1:09"20'0 | 97,95 mph  |
| 6   | Eric Cornes      | Graham Wellington | Ireson-Yamaha      | 1:09"29'0 | 97,74 mph  |
| 7   | Lars Schwartz    | Leif Gustavsson   | LGMV-Ireson-Yamaha | 1:09"37'0 | 97,55 mph  |
| 8   | Steve Pullan     | Adam Smith        | Baker-Yamaha       | 1:10"05'2 | 96,90 mph  |
| 9   | Derek Bayley     | Brian Nixon       | Yamaha             | 1:10"33'4 | 96,25 mph  |
| 10  | Rod Bellas       | Geoff Knight      | Suzuki             | 1:10"35'6 | 96,20 mph  |
| 11  | Brian Gray       | David Huntingdon  | BGR-Honda          | 1:10"52'2 | 95,82 mph  |
| 12  | Dave Saville     | Dave Hall         | Sabre-Windle       | 1:10"54'8 | 95,77 mph  |
| 13  | Alan May         | Ian Finch         | Skilicorn-Yamaha   | 1:11"52'2 | 94,49 mph  |
| 14  | Brian Hargreaves | Brian Cooper      | Suzuki             | 1:12"19'0 | 93,91 mph  |
| 15  | John Rutherford  | Barrie Wallace    | Kawasaki           | 1:13"23'0 | 92,54 mph  |
| 16  | Michael Staiano  | David Hanna       | Windle-Yamaha      | 1:13"39'0 | 92,21 mph  |
| 17  | Keith Brown      | David Hedison     | Windle-Yamaha      | 1:14"38'4 | 90,98 mph  |
| 18  | Neil Smith       | Phil Gravel       | Yamaha             | 1:16"04'8 | 89,26 mph  |
| 19  | Michael Barry    | Martin Rogers     | C&B-Suzuki         | 1:17"02'4 | 88,15 mph  |
| 20  | Brian Rostron    | Tony Wilde        | Yamaha             | 1:18"06'4 | 86,95 mph  |
| 21  | Roy Hanks        | Alistair Frame    | Yamaha             | 1:18"14'6 | 86,79 mph  |

#### Niet gefinisht
| Coureur        | Bakkenist        | Merk           | Oorzaak |
| -------------- | ---------------- | -------------- | ------- |
| Dennis Bingham | Julia Bingham    | Windle-Yamaha  |         |
| Mick Boddice   | Chas Birks       | Yamaha         |         |
| Dick Greasley  | Stewart Atkinson | Ireson-Yamaha  |         |
| Dave Molyneux  | Paul Kneale      | Yamaha         |         |
| Derek Plummer  | Brian Marris     | Ireson-Yamaha  |         |
| Nigel Rollason | Don Williams     | Barton Phoenix |         |

### Formula Two TT
Maandag 2 juni, vier ronden (243 km), tweetaktmotoren van 250- tot 350 cc, viertaktmotoren van 400- tot 600 cc. 
Tony Rutter, viervoudig wereldkampioen Formule 2, ontbrak nog steeds omdat hij herstellende was van een zware crash in Montjuïch in 1985. Rutter had altijd met een Ducati 600 Pantah gereden, maar nu hij er niet was domineerden de Yamaha RD 350 LC-tweetakten. Ray Swann's Kawasaki was de enige viertaktmotor in de top tien. Regerend kampioen Brian Reid won de race met ruim tien seconden voorsprong op John Weeden. 

#### Uitslag Formula Two TT
| Pos | Coureur          | Merk            | Tijd      | Snelheid   |
| --- | ---------------- | --------------- | --------- | ---------- |
| 1   | Brian Reid       | Yamaha          | 1:22"31'4 | 109,72 mph |
| 2   | John Weeden      | Yamaha          | 1:22"44'8 | 109,43 mph |
| 3   | Neil Tuxworth    | Yamaha          | 1:23"49'2 | 108,03 mph |
| 4   | Ray Swann        | P&M-Kawasaki    | 1:24"09'4 | 107,59 mph |
| 5   | Eddie Laycock    | Yamaha          | 1:24"26'8 | 107,22 mph |
| 6   | Steve Hislop     | Yamaha          | 1:25"49'2 | 105,51 mph |
| 7   | Chris Faulkner   | Yamaha          | 1:25"59'2 | 105,30 mph |
| 8   | Bob Heath        | Yamaha          | 1:26"06'2 | 105,16 mph |
| 9   | Des Barry        | Yamaha          | 1:26"07'2 | 105,14 mph |
| 10  | Steve Williams   | Fowler-Yamaha   | 1:26"40'8 | 104,45 mph |
| 11  | Ian Lougher      | Yamaha          | 1:26"44'6 | 104,39 mph |
| 12  | Tony Head        | Yamaha          | 1:26"46'2 | 104,35 mph |
| 13  | Derek Chatterton | Yamaha          | 1:27"05'8 | 103,96 mph |
| 14  | Kevin Wilson     | Yamaha          | 1:27"10'2 | 103,87 mph |
| 15  | Tony Moran       | Ducati          | 1:27"21'2 | 103,66 mph |
| 16  | Jim Hodson       | Yamaha          | 1:28"16'2 | 102,58 mph |
| 17  | Gary Radcliffe   | Yamaha          | 1:29"25'8 | 101,25 mph |
| 18  | Steve Murray     | Yamaha          | 1:29"29'0 | 101,19 mph |
| 19  | Ronan Sherry     | Yamaha          | 1:29"50'8 | 100,78 mph |
| 20  | Malcolm Wheeler  | Wilson-Kawasaki | 1:30"14'0 | 100,35 mph |
| 37  | Davide Tardozzi  | Cagiva-Bimota   | 1:35"43'4 | 194,59 mph |

#### Niet gefinisht
| Coureur         | Merk     | Oorzaak |
| --------------- | -------- | ------- |
| Graeme McGregor | Ducati   |         |
| Gary Padgett    | Yamaha   |         |
| Klaus Klein     | Yamaha   |         |
| Robert Dunlop   | Yamaha   |         |
| Gene McDonnell  | Yamaha   | Val     |
| Steve Cull      | Onbekend |         |
| Eddie Roberts   | Onbekend |         |
| Carl Fogarty    | Onbekend |         |
| Steve Henshaw   | Onbekend |         |

### Junior TT
Woensdag 4 juni, zes ronden (364 km), alle motoren tot 250 cc.
De overwinning van Steve Cull in de Junior TT werd overschaduwd door het bizarre ongeluk dat Gene McDonnell het leven kostte. 

#### Uitslag Junior TT
| Pos | Coureur          | Merk              | Tijd      | Snelheid   |
| --- | ---------------- | ----------------- | --------- | ---------- |
| 1   | Steve Cull       | Honda             | 2:03"54'0 | 109,62 mph |
| 2   | Phil Mellor      | EMC-Rotax         | 2:04"52'8 | 108,76 mph |
| 3   | Graham Cannell   | Honda             | 2:07"11'6 | 106,78 mph |
| 4   | Dave Leach       | Yamaha            | 2:07"37'4 | 106,42 mph |
| 5   | John Weeden      | Armstrong-Rotax   | 2:07"43'8 | 106,33 mph |
| 6   | Gary Padgett     | Padgett's-Yamaha  | 2"08"08'4 | 105,99 mph |
| 7   | Chris Fargher    | Yamaha            | 2:08"44'8 | 105,50 mph |
| 8   | Kenny Shepherd   | Spondon           | 2:09"02'2 | 105,26 mph |
| 9   | Steve Hislop     | Cowles-Rotax      | 2:09"56'8 | 104,52 mph |
| 10  | Kevin de Cruz    | Ehrlich-EMC-Rotax | 2:12"24'4 | 102,58 mph |
| 11  | Bob Heath        | Yamaha            | 2:13"51'6 | 101,47 mph |
| 12  | Ray Hanna        | Rotax             | 2:13"59'0 | 101,37 mph |
| 13  | Jim Rae          | Ehrlich-EMC-Rotax | 2:14"09'8 | 101,24 mph |
| 14  | Derek Chatterton | Yamaha            | 2:14"56'6 | 100,65 mph |
| 15  | Jim Hodson       | Maxtax            | 2:15"07'2 | 100,52 mph |
| 16  | Dave Quarmby     | Yamaha            | 2:17"10'4 | 99,01 mph  |
| 17  | Raymond Campbell | Yamaha            | 2:17"34'8 | 98,72 mph  |
| 18  | Tony Willis      | Hejika-Rotax      | 2:19"47'0 | 97,17 mph  |
| 19  | Michael Williams | Yamaha            | 2:19"47'6 | 97,16 mph  |
| 20  | Charlie Antoni   | Frontiers-Yamaha  | 2:21"26'8 | 96,02 mph  |

#### Niet gefinisht
| Coureur         | Merk            | Oorzaak     |
| --------------- | --------------- | ----------- |
| Joey Dunlop     | Honda           |             |
| Tony Head       | Armstrong-Rotax |             |
| Neil Tuxworth   | Armstrong-Rotax |             |
| Brian Reid      | Kimoco          | Val         |
| Carl Fogarty    | Yamaha          |             |
| Eddie Laycock   | Onbekend        |             |
| Chris Faulkner  | Onbekend        |             |
| Graeme McGregor | Onbekend        |             |
| Andy Cooper     | Onbekend        |             |
| Gene McDonnell  | EMC-Rotax       | Ongeval (†) |

### Sidecar TT Race B
Maandag 2 juni, 3 ronden (182 km)
De tweede zijspanrace werd gewonnen door Nigel Rollason en Don Williams met de Barton Phoenix. Toen waren de beste combinaties al uitgevallen: Mick Boddice verloor zijn bakkenist Chas Birks bij Greeba Bridge, Lowry Burton en Dave Hallam vielen met pech uit. Toch moest Rollason er met zijn zeven jaar oude "filmattribuut" (de motor was in 1979 gebouwd voor de film Silver Dream Racer) nog wel voor vechten: hij klopte Derek Plummer in de laatste ronde, nadat hij aan het eind van de eerste ronde slechts zesde was geweest.

#### Uitslag Sidecar TT Race B
| Pos | Coureur             | Bakkenist       | Merk             | Tijd      | Snelheid   |
| --- | ------------------- | --------------- | ---------------- | --------- | ---------- |
| 1   | Nigel Rollason      | Don Williams    | Barton Phoenix   | 1:05"25'2 | 103,81 mph |
| 2   | Derek Plummer       | Brian Marris    | Ireson-Yamaha    | 1:05"31'4 | 103,64 mph |
| 3   | Warwick Newman      | Eddie Yarker    | Ireson-Yamaha    | 1:05"40'6 | 103,40 mph |
| 4   | Michael Burcombe    | Steve Parker    | Ireson-Yamaha    | 1:06"38'0 | 101,92 mph |
| 5   | Dennis Bingham      | Julia Bingham   | Windle-Yamaha    | 1:07"36'0 | 100,46 mph |
| 6   | Steve Pullan        | Adam Smith      | Baker-Yamaha     | 1:07"51'6 | 100,07 mph |
| 7   | Kenny Howles        | Steve Pointer   | Ireson-Yamaha    | 1:08"08'6 | 99,66 mph  |
| 8   | Dennis Keen         | Colin Hardman   | Yamaha           | 1:10"04'4 | 96,91 mph  |
| 9   | Helmut Lünemann     | Michael Cain    | Yamaha           | 1:10"09'9 | 96,81 mph  |
| 10  | Rod Bellas          | Geoff Knight    | Suzuki           | 1:10"18'2 | 96,60 mph  |
| 11  | Robert Corkill      | Paul Magee      | Ireson-Yamaha    | 1:10"26'8 | 96,40 mph  |
| 12  | Alan May            | Ian Finch       | Skilicorn-Yamaha | 1:11"18'0 | 95,25 mph  |
| 13  | Bill Davie          | Rab Hopkins     | Yamaha           | 1:11"19'6 | 95,21 mph  |
| 14  | Colin Hopper        | Norman Burgess  | CWH-Armstrong    | 1:13"12'0 | 92,77 mph  |
| 15  | Michael Staiano     | David Hanna     | Windle-Yamaha    | 1:14"08'6 | 91,59 mph  |
| 16  | Stuart Applegate    | Alan Blackhurst | Mitchell         | 1:14"22'8 | 91,30 mph  |
| 17  | Ian Pugh            | David Samuel    | Yamaha           | 1:14"49'0 | 90,77 mph  |
| 18  | Pat Gallagher       | Andrew Cawdell  | Yamaha           | 1:15"12'4 | 90,30 mph  |
| 19  | Michel Jacques-Jean | Jean Huet       | Scorpion-Yamaha  | 1:16"00'8 | 89,34 mph  |
| 20  | Roy Hanks           | Alistair Frame  | Yamaha           | 1:16"10'8 | 89,14 mph  |
| 31  | Dave Saville        | Dave Hall       | Sabre-Windle     | 1:21"25'0 | 83,41 mph  |

#### Niet gefinisht
| Coureur       | Bakkenist        | Merk            | Oorzaak            |
| ------------- | ---------------- | --------------- | ------------------ |
| Derek Bayley  | Brian Nixon      | Yamaha          |                    |
| Mick Boddice  | Chas Birks       | Yamaha          | Bakkenist verloren |
| Lowry Burton  | Pat Cushnahan    | Ironside-Yamaha |                    |
| Dick Greasley | Stewart Atkinson | Ireson-Yamaha   |                    |
| Dave Molyneux | Paul Kneale      | Yamaha          |                    |
| Dave Hallam   | John Gibbard     | Windle-Yamaha   |                    |

### Senior TT
Vrijdag 6 juni, zes ronden (364 km), alle motoren van 300- tot 1.000 cc.
De Senior TT werd gestart door de hertog van Kent en werd aanvankelijk geleid door Roger Marshall, voor Trevor Nation, Joey Dunlop en Roger Burnett. Bij het ingaan van de vierde ronde had Nation de leiding overgenomen en zelfs 3,6 seconden voorsprong genomen. Bij de 32e mijlpaal kwam hij echter zonder benzine te staan en Marshall nam de leiding weer over. Het Rothmans-Honda-team was echter niet gelukkig met de pitstops: Marshall verloor veel tijd door het afstellen van zijn ketting en Joey Dunlop verloor drie minuten door problemen met zijn stuurdemper. Daar profiteerde teamgenoot Roger Burnett van. Burnett had in tegenstelling tot zijn teamgenoten (die op 750cc-Honda's reden) een driecilinder Honda NS 500 R-tweetakt. 

#### UitslagSenior TT
| Pos | Coureur          | Merk                      | Tijd      | Snelheid   |
| --- | ---------------- | ------------------------- | --------- | ---------- |
| 1   | Roger Burnett    | Rothmans-Honda            | 1:59"09'8 | 113,98 mph |
| 2   | Geoff Johnson    | Honda                     | 2:00"17'8 | 112,91 mph |
| 3   | Barry Woodland   | Suzuki                    | 2:00"45'8 | 112,47 mph |
| 4   | Joey Dunlop      | Rothmans-Honda            | 2:01"21'2 | 111,92 mph |
| 5   | Phil Mellor      | Suzuki                    | 2:01"41'6 | 111,61 mph |
| 6   | Roger Marshall   | Rothmans-Honda            | 2:01"48'8 | 111,50 mph |
| 7   | Dave Leach       | Yamaha                    | 2:02"46'2 | 110,63 mph |
| 8   | Kevin Wilson     | Suzuki                    | 2:02"55'0 | 110,50 mph |
| 9   | Sam McClements   | Suzuki                    | 2:02"57'2 | 110,47 mph |
| 10  | Graeme McGregor  | Suzuki                    | 2:03"16'6 | 110,18 mph |
| 11  | Nick Jefferies   | Suzuki                    | 2:03"33'6 | 109,92 mph |
| 12  | David Dean       | Suzuki                    | 2:03"37'6 | 109,86 mph |
| 13  | Des Barry        | Yamaha                    | 2:04"00'2 | 109,53 mph |
| 14  | Brian Morrison   | Suzuki                    | 2:04"06'4 | 109,44 mph |
| 15  | Chris Martin     | Suzuki                    | 2:04"48'8 | 108,82 mph |
| 16  | Mark Johns       | Suzuki                    | 2:04"51'8 | 108,78 mph |
| 17  | Tony Moran       | Yamaha                    | 2:05"14'4 | 108,45 mph |
| 18  | Bob Heath        | Suzuki                    | 2:05"19'0 | 108,38 mph |
| 19  | Paul Iddon       | Skoal Bandit-Heron-Suzuki | 2:06"00'2 | 107,79 mph |
| 20  | Neil Tuxworth    | Yamaha                    | 2:06"07'6 | 107,69 mph |
| 23  | Steve Parrish    | Yamaha                    | 2:06"51'0 | 107,07 mph |
| 28  | Alan Jackson jr. | Suzuki                    | 2:08"14'2 | 105,91 mph |
| 29  | Iain Duffus      | Yamaha                    | 2:08"27'2 | 105,74 mph |
| 36  | Tony Head        | Honda                     | 2:12"35'4 | 102,44 mph |

#### Niet gefinisht
| Coureur         | Merk     | Oorzaak         |
| --------------- | -------- | --------------- |
| Chris Faulkner  | Yamaha   |                 |
| Klaus Klein     | Suzuki   |                 |
| Helmut Dähne    | Suzuki   |                 |
| Trevor Nation   | Suzuki   | Brandstoftekort |
| Neil Robinson   | Suzuki   |                 |
| Steve Henshaw   | Suzuki   |                 |
| Carl Fogarty    | Yamaha   |                 |
| Gary Padgett    | Suzuki   |                 |
| Andy Cooper     | Suzuki   | Ongeval (†)     |
| Ray Knight      | Honda    |                 |
| Andy McGladdery | Onbekend |                 |
| Peter Rubatto   | Onbekend |                 |
| Steve Cull      | Onbekend |                 |
| Steve Williams  | Onbekend |                 |
| Steve Hislop    | Onbekend |                 |

## Production races

### Production Class C TT
Maandag 2 juni, drie ronden (182 km), tweetaktmotoren van 251- tot 400 cc en viertaktmotoren van 401- tot 600 cc.
Gary Padgett en Malcolm Wheeler maakten er een spannende race van. Ze waren samen gestart en leverden dus een rechtstreeks gevecht, waarbij ze regelmatig van positie wisselden. Padgett won met precies een seconde voorsprong. 

#### Uitslag Class C TT
| Pos | Coureur          | Merk             | Tijd      | Snelheid   |
| --- | ---------------- | ---------------- | --------- | ---------- |
| 1   | Gary Padgett     | Padgett's-Suzuki | 1:05"56'6 | 102,98 mph |
| 2   | Malcolm Wheeler  | Wilson-Kawasaki  | 1:05"57'6 | 102,96 mph |
| 3   | Steve Linsdell   | Yamaha           | 1:06"15'0 | 102,51 mph |
| 4   | Joey Dunlop      | Rothmans-Honda   | 1:06"55'4 | 101,48 mph |
| 5   | P. Nicholls      | Honda            | 1:07"55'4 | 99,98 mph  |
| 6   | Roger Burnett    | Rothmans-Honda   | 1:07"56'6 | 99,95 mph  |
| 7   | Bob Jackson      | Honda            | 1:08"27'0 | 99,21 mph  |
| 8   | Steve Boyes      | Honda            | 1:08"57'2 | 98,49 mph  |
| 9   | Robert Price     | Kawasaki         | 1:09"01'6 | 98,38 mph  |
| 10  | Alan Jackson jr. | Honda            | 1:09"02'0 | 93,37 mph  |
| 12  | Carl Fogarty     | Honda            | 1:09"09'8 | 98,19 mph  |
| 16  | Ian Lougher      | Kawasaki         | 1:09"46'4 | 97,31 mph  |
| 17  | Phil Mellor      | Suzuki           | 1:09"49'6 | 97,26 mph  |

### Production Class D TT
Maandag 2 juni, drie ronden (182 km), tweetaktmotoren tot 250 cc en viertaktmotoren tot 400 cc.
Motorjournalist Matt Oxley leek de Production Class D TT te winnen in een nieuwe recordtijd. Hij reed de eerste ronde met een 250cc-productiemachine boven de 100 mijl per uur, maar toen hij bij Governor's Bridge te veel gas gaf om Barry Woodland in te halen viel hij. Hij kon zijn machine nog oprapen, maar werd slechts derde achter Woodland en Manxman Graham Cannell.

#### Uitslag Production Class D TT
| Pos | Coureur        | Merk                      | Tijd      | Snelheid  |
| --- | -------------- | ------------------------- | --------- | --------- |
| 1   | Barry Woodland | Skoal Bandit-Heron-Suzuki | 1:08"02'0 | 99,82 mph |
| 2   | Graham Cannell | Mitsui-Yamaha             | 1:08"19'6 | 99,39 mph |
| 3   | Matt Oxley     | Yamaha                    | 1:08"46'6 | 98,74 mph |
| 4   | Peter Bateson  | Honda                     | 1:09"12'6 | 98,12 mph |
| 5   | Glenn Williams | Suzuki                    | 1:09"16'6 | 98,03 mph |
| 6   | Chris Fargher  | Suzuki                    | 1:09"16'6 | 98,03 mph |
| 7   | Gary Padgett   | Yamaha                    | 1:09"53'0 | 97,18 mph |
| 8   | Kevin Mawdsley | Honda                     | 1:10"27'0 | 96,40 mph |
| 9   | Steve Williams | Fowler-Yamaha             | 1:10"28'8 | 96,35 mph |
| 10  | James Whitham  | Suzuki                    | 1:11;10.6 | 95,41 mph |
| 17  | Carl Fogarty   | Honda                     | 1:12"23'6 | 93,81 mph |
| 19  | Roger Burnett  | Rothmans-Honda            | 1:12"35'0 | 93,56 mph |
| 20  | Brian Reid     | Yamaha                    | 1:12"42'4 | 93,40 mph |
| 23  | Ian Lougher    | Suzuki                    | 1:13"48'6 | 92,01 mph |
| 26  | Chris Faulkner | Honda                     | 1:14"13'8 | 91,49 mph |

### Production Class A TT
Vrijdag 6 juni, drie ronden (182 km), tweetaktmotoren van 501- tot 750 cc en viertaktmotoren van 751- tot 1.300 cc.
Trevor Nation brak records met zijn Suzuki GSX-R 1100. Hij reed de eerste ronde (met een productiemachine) onder de 20 minuten en reed een ronderecord van 113,26 mph.

#### Uitslag Production Class A TT
| Pos | Coureur        | Merk             | Tijd      | Snelheid   |
| --- | -------------- | ---------------- | --------- | ---------- |
| 1   | Trevor Nation  | Suzuki           | 1:00"38'4 | 111,99 mph |
| 2   | Kevin Wilson   | Suzuki           | 1:00"46'8 | 111,73 mph |
| 3   | Brian Morrison | Suzuki           | 1:01"06'8 | 111,12 mph |
| 4   | Nick Jefferies | Suzuki           | 1:01"30'8 | 110,40 mph |
| 5   | Barry Woodland | Suzuki           | 1:01"31'4 | 110,38 mph |
| 6   | Helmut Dähne   | Suzuki           | 1:01"37'0 | 110,22 mph |
| 7   | Iain Duffus    | Suzuki           | 1:02"08'4 | 109,29 mph |
| 8   | Alan Batson    | Suzuki           | 1:02"08'6 | 109,28 mph |
| 9   | Dave Leach     | Kawasaki         | 1:02"44'0 | 108,25 mph |
| 10  | Steve Henshaw  | Tillstons-Suzuki | 1:02"47'2 | 108,16 mph |
| 14  | Peter Rubatto  | Kawasaki         | 1:03"32'2 | 106,88 mph |
| 18  | Ray Knight     | Suzuki           | 1:05"31'4 | 103,64 mph |

#### Niet gefinisht
| Coureur         | Merk   | Oorzaak |
| --------------- | ------ | ------- |
| Geoff Johnson   | Honda  |         |
| Andy McGladdery | Suzuki |         |

### Production Class B TT
Vrijdag 6 juni, drie ronden (182 km), tweetaktmotoren van 401- tot 500 cc en viertaktmotoren van 601- tot 750 cc.
Phil Mellor was met zijn productie-Suzuki GSX-R 750 niet te kloppen. Hij reed een recordronde van 110,69 mph, een verbetering van het oude record met vijf mijl per uur.

#### Uitslag Production Class B TT
| Pos | Coureur         | Merk             | Tijd      | Snelheid   |
| --- | --------------- | ---------------- | --------- | ---------- |
| 1   | Phil Mellor     | Suzuki           | 1:02"10'2 | 109,23 mph |
| 2   | Helmut Dähne    | Suzuki           | 1:02"24'2 | 108,83 mph |
| 3   | Kevin Wilson    | Suzuki           | 1:02"34'4 | 108,53 mph |
| 4   | Trevor Nation   | Suzuki           | 1:02"50'2 | 108,08 mph |
| 5   | Dave Leach      | Honda            | 1:02"55'0 | 107,94 mph |
| 6   | Andy McGladdery | Suzuki           | 1:03"09'0 | 107,54 mph |
| 7   | Dave Dean       | Suzuki           | 1:03"23'0 | 107,14 mph |
| 8   | Geoff Johnson   | Honda            | 1:03"35'6 | 106,79 mph |
| 9   | Kevin Hughes    | Honda            | 1:03"35'6 | 106,79 mph |
| 10  | Nick Jefferies  | Suzuki           | 1:03"41'6 | 106,62 mph |
| 11  | Steve Hislop    | Yamaha           | 1:03"48'6 | 106,43 mph |
| 13  | Graeme McGregor | Suzuki           | 1:03"57'2 | 106,19 mph |
| 15  | Iain Duffus     | Yamaha           | 1:04"09'8 | 105,84 mph |
| 18  | Steve Parrish   | Yamaha           | 1:04"27'0 | 105,37 mph |
| 20  | Andy Cooper     | Suzuki           | 1:04"50'0 | 104,75 mph |
| 23  | Neil Robinson   | Suzuki           | 1:05"20'4 | 103,93 mph |
| 31  | Steve Henshaw   | Tillstons-Suzuki | 1:05"49'0 | 103,18 mph |
| 42  | Ray Knight      | Suzuki           | 1:07"04'6 | 101,24 mph |
| 48  | Tony Head       | Honda            | 1:08"23'0 | 99,31 mph  |

1907 · 1908 · 1909 · 1910 · 1911 · 1912 · 1913 · 1914 · Eerste Wereldoorlog · 1920 · 1921 · 1922 · 1923 · 1924 · 1925 · 1926 · 1927 · 1928 · 1929 · 1930 · 1931 · 1932 · 1933 · 1934 · 1935 · 1936 · 1937 · 1938 · 1939 · Tweede Wereldoorlog · 1947 · 1948 · 1949 · 1950 ·1951 · 1952 · 1953 · 1954 · 1955 · 1956 · 1957 · 1958 · 1959 · 1960 · 1961 · 1962 · 1963 · 1964 · 1965 · 1966 · 1967 · 1968 · 1969 · 1970 · 1971 · 1972 · 1973 · 1974 · 1975 · 1976 · 1977 · 1978 · 1979 · 1980 · 1981 · 1982 · 1983 · 1984 · 1985 · 1986 · 1987 · 1988 · 1989 · 1990 · 1991 · 1992 · 1993 · 1994 · 1995 · 1996 · 1997 · 1998 · 1999 · 2000 · 2002 · 2003 · 2004 · 2005 · 2006 · 2007 · 2008 · 2009 · 2010 · 2011 · 2012 · 2013 · 2014